# Седемте хълма на Рим
Седемте хълма на Рим (на италиански: Sette colli di Roma) са историческа и географска забележителност, разположени в центъра на Рим, източно от река Тибър в рамките на стените на стария град.
Седемте хълма на Рим са:
- Авентин (на латински: Aventinus; на италиански: Aventino)
- Виминал (на латински: Viminalis; на италиански: Viminale)
- Есквилин (на латински: Esquilinus; на италиански: Esquilino)
- Капитолий (на латински: Capitolinus; на италиански: Campidoglio)
- Квиринал (на латински: 'Quirinalis; на италиански: Quirinale)
- Палатин (на латински: Palatinus; на италиански: Palatino)
- Целий (на латински: Caelius; на италиански: Celio)

Античният Рим традиционно се счита за основан от близнаците Ромул и Рем върху един от седемте хълма, а именно на Палатин.
От седемте хълма на античния Рим – Cermalus, Palatium и Velia (трите върха на хълма Палатин), Cispius, Fagutalis и Oppius (трите върха на Есквилин), както и Sucusa се споменават в древноримската митология, религия и политика.
Счита се, че първоначално върху седемте хълма са били разположени малки селища, отделени и независими едно от друго. Жителите на седемте хълма постепенно се сближават посредством религиозни обичаи и игри, именно което дава началото на градско обединение. Градът Рим се формира, след като тези малки населени места, разположени на отделните хълмове, се обединяват и жителите им отводняват блатата между хълмовете и ги превръщат в пазари и градини.
От седемте хълма на съвременен Рим 5 (Авентин, Виминал, Есквилин, Квиринал и Целий) са осеяни с паметници, сгради и паркове, върху Капитолий е разположен сенаторският дворец и градската администрация, а хълмът Палатин е определен за археологически обект.
Хълмът, върху който е разположен Ватиканът, наречен Ватиканов хълм (на латински: Collis Vaticanus), се намира северозападно от Тибър и не е част от Седемте хълма на Рим. Подобно на него хълмът Пинчо (на латински: Mons Pincius), разположен на север, и хълмът Яникул (на латински: Mons Ianiculum), разположен на запад, не са част от традиционните седем хълма.